# Блаженов, Виктор Григорьевич
Виктор Григорьевич Блаже́нов (1916 — 1989) — советский железнодорожник, передовик производства. Герой Социалистического Труда.

## Биография
Родился 4 сентября 1916 года в Алатыре (ныне Чувашия). После окончания семилетки поступил в фабрично-заводское училище в Алатыре. Направлен на работу в депо Москва-Сортировочная помощником машиниста, с 1937 года — машинист.
В 1943 году обучался на Центральных технических курсах МПС СССР. Работал в Центральном управлении паровозного хозяйства. 

По окончании Великой Отечественной войны снова стал трудиться машинистом. 

В 1948 явился инициатором движения пятисотников — паровозных бригад, добивающихся суточного пробега состава в 500 км, борющихся за максимальное использование мощностей локомотива. Бригада Блаженова превысила запланированную норму, проходила за сутки 702 км и 6 раз была первой во Всесоюзном социалистическом соревновании сети железных дорог.

На железнодорожном транспорте при участии профсоюзных организаций еще наиболее мощный размах получило движение «пятисотников» и соревнование машинистов локомотивов по вождению тяжеловесных поездов. В движении «пятисотников» особую популярность снискал В. Г. Блаженов, машинист локомотивного депо Москва-сортировочная, многие годы являвшийся членом Президиума ЦК профсоюза. Он установил новый рекорд, доведя суточный пробег локомотива с полновесным составом до уровня 704 километров, разработал уплотненный график оборота паровоза. Благодаря ему и его экипажу уплотненный график впервые был опробован на 1700-километровой трассе Москва – Свердловск, а затем получил прописку на других железных дорогах.— Российский профессиональный союз железнодорожников и транспортных строителей
Старший машинист локомотивного депо Москва-Сортировочная Московско-Рязанской железной дороги (Москва). Автор книги «На стальных магистралях» (М., 1952).
Член ВКП(б) с 1944 года. Делегат XIX (1952), XX (1956), XXI (1959) съездов КПСС. Депутат ВС СССР 3—5 созывов (1950—1962).
Умер 25 августа 1989 года в Москве. Похоронен в Москве на Кузьминском кладбище.

## Награды и премии
- Герой Социалистического Труда (1.8.1959)
- Сталинская премия третьей степени (1950) — за разработку и внедрение нового стахановского метода труда на ж/д транспорте (движение машинистов-пятисотников)
- орден Ленина (1.8.1959)
- орден Трудового Красного Знамени (9.4.1969)
- две медали «За трудовую доблесть» (29.7.1945; 11.6.1951)
- знак «Почётный железнодорожник»

## Источник
- Блаженов Виктор Григорьевич. Сайт «Герои страны».
- Блаженов Виктор Григорьевич Архивная копия от 4 марта 2016 на Wayback Machine
- Источник Архивная копия от 25 июня 2016 на Wayback Machine